# Refogado

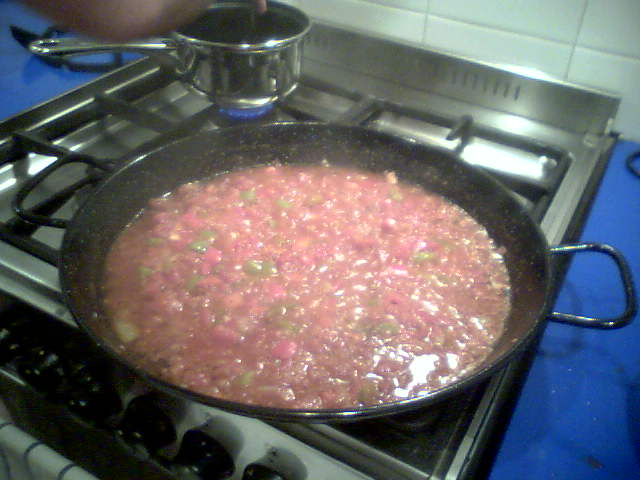
Refogado catalan

O refogado ou estrugido é uma das principais técnicas da culinária mediterrânica que os portugueses e os espanhóis espalharam pelo mundo, durante o processo de colonização. É basicamente um molho feito com cebola frita em azeite ou gordura, geralmente, aromatizado com alho e outras ervas aromáticas. Pode incluir vegetais como tomate, cenoura, entre outros. Este molho serve de base a guisado, feijoada, arroz e uma grande variedade de pratos, sendo muito difundido na cozinha portuguesa.
Em alguns países de língua espanhola é comum fazer o sofrito em grande quantidade para ir utilizando. O molho de tomate é uma variante mais apurada do refogado, e convenientemente vendido pronto em muitos supermercados.